# Espanya al dia. Edició especial
Espanya al dia (o España al dia en castellà) va ser un noticiari afí a la República creat per la productora Laya Films entre desembre de 1936 / gener del 1937 i gener de 1939. Del març al juny de 1937 els informatius van ser coproduïts entre Laya Films i Film Popular. El nombre total de noticiaris es desconeix, però existeixen aproximacions que ho xifren en uns 107 números. Algunes d’aquestes produccions van ser distribuïdes en anglès, sota el nom de News of Spain, i en francès, titulades com Nouvelles d’Espagne. Espanya al dia forma part de la llista dels bàsics de cinema català.

## Comentaris

### Etapes
Els noticiaris d’Espanya al dia s'han dividit en tres grans grups definits en períodes. El primer comprenia l’impàs entre el la producció Noticiari de Laya Films i el posterior desenvolupament d’Espanya al dia. La segona abraçava el període de col·laboració amb Film Popular entre març i juny del 1937. Finalment, la tercera i última etapa que es va caracteritzar per produir metratge molt similar que el de l'etapa anterior, però sense la col·laboració de Films Popular.

### Estructura
Els noticiaris contenien un número aproximat d’unes deu notícies per número, sovint de caràcter bèl·lic.

### Distribució
Laya films distribuïa des de Perpinya. Paramount, Pathé i Gaumont eren algunes de les companyies amb les quals la productora catalana havia firmat acords per a l’intercanvi de notícies.

### Final
El noticiari va acabar els seus dies amb l'entrada de l'exèrcit nacional a Barcelona el gener de 1939. L’arxiu de Laya Films contenia llavors 90.000 metres de pel·lícula i 130.000 còpies per a la seva distribució. Aquest material va ser requisat i arxivat pel règim i, posteriorment, utilitzat per a la captura d’enemics polítics. Gran part d’aquest arxiu es va destruir en l’incendi del Cinematiratge Riera de Madrid.
El mateix dia que les tropes franquistes entraven a Barcelona dos camions carregats de cintes de Laya Films sortien cap a la frontera francesa. Un es va incendiar i de l’altre se’n va perdre la pista.